# Fort piechoty rdzenia 1 „Zwierzyniec”
Fort 1 „Zwierzyniec” – wchodzące w skład Twierdzy Kraków standardowe dzieło obrony bliskiej, do obrony rdzenia – wewnętrznej, drugorzędnej pozycji obronnej. Powstał w latach 1908–1909.
Narys zbliżony do barbakanu. Fosa o stoku spłaszczonym. W linii szyi blok schronowo-koszarowy. Rzut prostokąta. Konstrukcja ceglano-kamienno-stalobetonowa. W latach 1926–1927 adaptacja obiektu na rozgłośnię Polskiego Radia.
Pozostałości Fortu 1 „Zwierzyniec” znajdują się przy ul. Malczewskiego w Krakowie.